# Ralph Johnson (Musiker)
Ralph „Slick“ Johnson (* 4. Juli 1951 in Los Angeles, Kalifornien, Vereinigte Staaten) ist ein US-amerikanischer Sänger und Percussionist, der insbesondere durch seine Mitgliedschaft in der Funkband Earth, Wind and Fire bekannt geworden ist.

## Leben
Vor seiner Karriere war Johnson aktiv in den Projekten The Teen turbans und His Master"s Children.

## Earth, Wind And Fire
Maurice und Verdine White kannten Johnson bereits, da sie ihn mit einer lokalen Band live gesehen hatten. Der damalige Earth,-Wind-and-Fire-Gitarrist Michael Beale rief Johnson schließlich an, als sie nach neuen Musikern suchten. 1971 bewarb sich Ralph Johnson offiziell und spielte bei einem Casting vor, das in Michael Beales Haus stattfand, auch Verdine White war anwesend. Er bekam den Posten und war ab 1972 fester Teil der Band. Im selben Jahr bekam die Band einen Plattenvertrag bei Columbia Records, wodurch der Durchbruch gelang. Er ist seitdem dauerhaftes Mitglied der Band und hat mittlerweile 19 Studioalben mit EW&F veröffentlicht.
2000 wurde die Band in die Rock and Roll Hall of Fame aufgenommen. Die Band gewann u. a. sieben Grammys und fünf American Music Awards.

## Weitere musikalische Tätigkeiten
Laut der Website der Hollywood Music In Media Awards (HMMA) arbeitete Johnson neben Earth, Wind and Fire mit vielen weiteren Künstlern zusammen, unter anderem mit Jay-Z, Howard Hewett, Johnny Adams, Blue Magic und Chuck Carbo.
Als Percussionist und Produzent war er in einige Veröffentlichungen von The Temptations involviert. Johnson produzierte die Hitsingle Treat Her Like A Lady, die in den britischen Charts Platz 12 erreichte.
2000 nahm Johnson in Kopenhagen u. a. gemeinsam mit dem damaligen Earth, Wind And Fire-Keyboarder Morris Pleasure unter dem Namen Audio Caviar das Album Transoceanic auf.
2017 war er gemeinsam mit Verdine White und Philip Bailey Gast auf dem Album Reverence von Nathan East.
Gemeinsam mit seinen Kollegen von Earth, Wind and Fire ist Johnson auf dem 2020 erschienenen Album A Very Trainor Christmas von Meghan Trainor zu hören.

## Trivia
Ralph Johnson praktiziert neben seiner musikalischen Karriere seit Jahren hobbymäßig Mixed Martial Arts. Er besitzt den Schwarzen Gürtel erster Klasse (sowohl in Tang Soo Do, als auch in San Soo) und gibt bei Bandvorstellungen gerne Kampfsport-Bewegungen zum Besten.
Ralph Johnson ist verheiratet und hat zwei Kinder. Er lebt in Los Angeles.

## Diskografie

### Earth, Wind and Fire
- Last Days and Time (1972)
- Head to the Sky (1973)
- Open Our Eyes (1974)
- That's the Way of the World (1975)
- Spirit (1976)
- All 'n All (1977)
- I Am (1979)
- Faces (1980)
- Raise! (1981)
- Powerlight (1983)
- Electric Universe (1983)
- Touch the World (1987)
- Heritage (1990)
- Millennium (1993)
- In the Name of Love (1997)
- The Promise (2003)
- Illumination (2005)
- Now, Then & Forever (2013)
- Holiday (2014)

### Weitere Projekte
- The Temptations - Anthology (1973)[8]
- Stanley Turrentine - Tender Togetherness (1981)
- The Temptations - Truly for You (1984)[9]
- The Temptations - Emperors of Soul (1994)[10]
- Audio Caviar - Transoceanic (2000)
- Eric Clapton - Reptile (2001)
- Howard Hewett - Howard Hewett Christmas (2008)
- Nathan East - Reverence (2017)
- Meghan Trainor - A Very Trainor Christmas (2020)